# Zavrh, Lenart
Zavrh este o localitate din comuna Lenart, Slovenia, cu o populație de 320 de locuitori.